# 1968 en rugby à XV
Cette page présente les faits marquants de l'année 1968 en rugby à XV : les principales compétitions et évènements liés au rugby à XV et rugby à sept ainsi que les décès de grandes personnalités de ce sport.

## Principales compétitions
- Currie Cup (du ? au ? 1968)
- Championnat de France (du ? 1967 au 16 juin 1968)
- Championnat d'Italie (du ?? ???? 1998 au ?? ???? 1999)
- Tournoi des Cinq Nations (du 13 janvier au 23 mars 1968)

## Événements

### Mars
- 23 mars : le Tournoi des Cinq Nations 1968 voit la victoire de la France, avec à la clé, son premier grand chelem.

### Mai
- 1er mai : premier match de rugby à XV féminin en France à Toulouse[1]
- ? mai : le Fiamme Oro, après avoir perdu l'année précédente contre L'Aquila, renoue avec le titre sept ans après sa dernière victoire dans le championnat. Le GBC Amatori Milan, club le plus titré avec 14 victoires, descend en Série B[2].

### Juin
- 16 juin : le FC Lourdes remporte le championnat 1967-68 après avoir battu le RC Toulon en finale. Cette victoire est obtenue d'extrême justesse car les deux équipes sont à égalité (9-9) après prolongation et Lourdes est déclaré vainqueur au bénéfice du nombre d'essais marqués[3].

### Décembre
- ? décembre : les Espagnols du CR Cisneros remportent la quatrième édition de la Coupe Ibérique.

## Principaux décès
- 1er janvier : Guy Boniface, joueur de rugby à XV international français, meurt dans un accident de voiture sur une route des Landes.